# 曾钊扬
曾钊扬（?—?），太平天国将领，清代广西省桂平县（今广西壮族自治区桂平市）人。曾水源之侄。
曾钊扬为乡村私塾教师，颇通文墨。1850年，加入拜上帝会，跟着冯云山宣传教义，为拜上帝会司笔札。1851年，参加金田起义，一切文檄都出自其手。1852年11月，担任右史，职同将军，掌记洪秀全等诸王的言行，不参与军事。1853年1月，升为右掌朝仪，职同指挥，编纂仪制。5月，被擢升为东殿右丞相，掌管东王府（东王杨秀清）文书。五月封恩赏丞相。十一月升为天官又副丞相，依然掌管东殿事。洪秀全曾命曾钊扬主持删改六经。因为怨望获罪，后来事迹不详，一说后来封为汉王。